# Knittel
Knittel är en nordgermansk stikisk vers med ganska fri rytm. Den förekommer framförallt under medeltiden på högtyskt, lågtyskt och nordiskt språkområde. Enligt den traditionella föreställningen ska varje versrad ha fyra betonade stavelser, i mitten av raden en paus (cesur) och i slutet av varje rad ett rim. Modern metrisk forskning har dock ifrågasatt om den medeltida svenska knitteln verkligen har fyra betonade stavelser per rad. Ordet knittel kommer av ett gammalt tyskt ord för knölpåk och syftar på versmåttets grovhuggna form.
Knitteln var vanlig i medeltida krönikor och ballader. Stora delar av Per Gynt skrevs på knittel, likaså Flores och Blanzeflor.[källa behövs] När knitteln används i senare svensk litteratur behåller den gärna sina medeltida associationer, inte bara språkligt utan även i motivet, som exempelvis i Frödings dikt ”En fattig munk från Skara”.

## Exempel (urErikskrönikan)
Enstaviga ord i vers kan stå som antingen betonade eller obetonade. Därför är vissa av de markerade betoningarna endast förslag på hur versen kan läsas. Även cesurerna (/) är förslag på var pausen kan göras.[källa behövs]
Månget gammalt / fädernesvärd
lyftes då / från spikarna ned,
där långlig tid / det hängt i fred.
Man följde dem höviskt / ned till strand,
sade farväl / och tog dem i hand.
Där kysstes då / mång röder mun,
som aldrig kysstes / av hjärtans grund.
Ty mången såg / man sen aldrig mer.
När så man skiljes,/ sådant sker.